# Telesna masa
Izraz telesna masa ali telesna teža v biologiji in medicini označuje maso organizma telesa, večinoma človeškega. Telesno maso se zapisuje v enoti kilogram po celem svetu, čeprav drugod po svetu telesno maso raje zapisujejo v funtih (ZDA in včasih Kanada) ali stoneih in funtih (Združeno kraljestvo) in zato tam niso dobro seznanjeni z merjenjem v kilogramih. Večina bolnišnic v ZDA danes uporablja kilograme za lažje preračunavanje, a uporabljajo zato kilograme in funte skupaj za ostale namene. (1 kg je približno 2,2 lb; 1 stone je približno 6,4 kg.)